# إريك وايزلي
إريك وايزلي (بالإنجليزية: Eric Wisely؛ مواليد 25 يوليو 1984) هو مقاتل فنون القتال المختلطة أمريكي.

## وصلات خارجية
- إريك وايزلي على موقع يو إف سي (الإنجليزية)
- إريك وايزلي على موقع بيلاتور (الإنجليزية)
- إريك وايزلي على موقع شيردوغ (الإنجليزية)
- إريك وايزلي على موقع IMDb (الإنجليزية)